# Plaça de Sant Joan (Berga)
La plaça de Sant Joan és una plaça de Berga inclosa a l'Inventari del Patrimoni Arquitectònic de Catalunya.

## Descripció
És davant de l'església de Sant Joan. És de grans dimensions, voltada de cases amb els baixos d'ús comercial. Té un perfil més o menys regular. El terra està pavimentat en un moment contemporani, possiblement a la darreria del segle xx, amb llambordes.

## Història
El nom prové de l'església i el convent de Sant Joan, i el lloc conserva encara avui el tarannà d'una plaça medieval oberta en el primer tram del carrer Major. L'interès artístic d'aquest indret és destacable. A mà dreta hi ha l'església de Sant Joan, construida a partir de 1220 per ordre dels hospitalers de Sant Joan, que van fer de Berga una seu de comanda hospitalera. D'aquesta remota època només en queda un capitell romànic, conservat a l'interior de l'església gòtica. El 1377 els hospitalers van vendre el convent i l'església a les monges benetes, que hi establiren el monestir de Santa Maria de Montbenet.